# LOVEARTH
LOVEARTH（ラヴァース）は、中部日本放送（CBCラジオ・CBCテレビ）が放送していたラジオ番組およびテレビ番組の名称であり、同社の本社にある情報発信多目的スペース、愛知万博継承事業の名称である。

## 概要

### 基本理念
愛・地球博公式FM「FM LOVEARTH」を継承し、「地球と人への優しさと“愛”」（LOVEとEARTH、LOHAS）を基本理念としている。

### ラジオ番組「LOVEARTH・AM LOVEARTH・上野規行のサンデーLOVEARTH」
- この番組は、愛知万博の開催期間中に開設されていた公式FMイベント放送局「FM LOVEARTH」のコンセプトをそのまま継承しており、万博が閉幕した2週間後の2005年10月3日よりCBCラジオで放送が開始された。
- 2007年9月末までは、平日は『LOVEARTH』というタイトルの番組を放送しており、基本的に月曜日～金曜日の週5日の放送で、日替わりのパーソナリティたちがそれぞれ異なるジャンルの音楽をテーマにした番組となっている。ただし、プロ野球のシーズンは試合中継が行われない曜日の放送となる。放送開始以来、野球中継がない曜日は月曜日であり、そのパーソナリティを務めたのは、先述のFM LOVEARTHのもとDJの佐野瑛厘である（元・ZIP-FMミュージックナビゲーター、現・RADIO-i・FM COCOLOのDJでもある）。なお、この編成のうち、月曜日のみ、2007年10月期改編で存続され、10月6日からは、土曜日の19時から2時間20分の放送となった。
- 上記と並行し、日曜には『AM LOVEARTH』というタイトルの姉妹番組が16:30から19:00まで放送されていた。ただしこの番組は、プロ野球デーゲームの中継が行われると試合状況により短縮・休止となる場合もあった。この番組のパーソナリティを務めているのは、前述の「FM LOVEARTH」でDJデビューを果たした上野規行（＝Norri Ueno＝ノリ・ウエノ）である。
  - アシスタントとして、前述の「FM LOVEARTH」のレポーターだった鈴木里永が担当している（放送開始～現在）が担当（放送開始～2006年3月末は、同じく万博FMのレポーターだった岩田さちと隔週交代で担当していた）。
- 各曜日共通の番組内容は、万博FMを引き継ぎ、音楽やメッセージの紹介の他に、最新の交通情報、天気予報を提供しているという点である。ただ、FM LOVEARTHでは交通情報や天気予報を全てDJが行っていたのに対し、この番組では他の番組同様、情報センターやアナウンサーに振るスタイルとなった。
- 2008年春改編で、日曜日の放送は番組名も上野規行のサンデーLOVEARTHとタイトル名が変更となり、土曜日の放送は終了となり、佐野瑛厘をはじめとする上野以外のFM LOVEARTHのもとDJやリポーター陣は降板した。
- 2009年春改編で、2009年4月5日、上野規行のサンデーLOVEARTHの放送も終了し、2005年2月25日の愛知万博公式FM放送局から続いたラジオ放送およびテレビ放送としての「LOVEARTH」の幕は閉じた。最終放送では上野は、万博時代から現在にかけて、これまでの放送をリスナーとともに号泣しながら振り返った（上野は万博の最終日も号泣しながら放送している）。

### テレビ番組「MUSIC LOVEARTH」
- 万博会期中の2005年8月20日（土）（＝8月21日未明）深夜にラジオ（FM LOVEARTH）とCBCテレビで同時放送された「TV LOVEARTH」を引き継ぐ形で放送開始された（ただし、テレビ単独放映）。
- 「カウチケータイ族の音楽番組」をキーコンセプトとしており、携帯やインターネットでリクエストやメッセージを受け付けたり、プレゼントクイズを行ったりするのが特徴である。ラジオと同じく、リアルタイムでブログの更新や、オンエアされた曲の紹介・ダウンロードページを展開している。
- 2006年3月18日（土）深夜（＝3月19日未明）に「TV LOVEARTH」として放送され、2006年9月には万博閉幕1周年記念事業として「MUSIC LOVEARTH」と名称変更され、同年9月16日（土）深夜（＝9月17日未明）にテレビ単独放映した。

### 愛・地球博閉幕1周年記念事業
- 愛・地球博閉幕1周年記念およびFM LOVEARTH閉局1周年記念事業として2006年9月24日に「MUSIC LOVEARTH presents 愛・地球博MESSAGE LIVE」を開催し、当時のDJとレポーター全員が各ライブの司会・中継をし、ラジオで同時放送した。また、2006年9月25日には、万博協会主催の「愛・地球博MEMORIAL FINALE」を共同で展開し、佐野瑛厘とCBC森合アナが司会を担当し、これにも当時のDJとレポーター全員が舞台出演およびラジオで同時放送をした。

## 2009年4月5日までの放送内容

### 放送時間
【ラジオ】
上野規行のサンデーLOVEARTH
- 日曜 17:00～17:53（野球開催時期は短縮・休止の場合あり、2008年度下半期は、19:00まで、20:00までの放送もあった）

2008年春改編によって、「AM LOVEARTH」からタイトルを変更し、放送時間も変更した。

### 内容
- 音楽とトークの番組。夕方のリラックス・タイムを提供することに重きを置いている。最近の流行など現代的な話題とソウル、R&B、バラードを提供。
- イレギュラーでゲストコーナー
- レギュラーで上野規行のヘルスチャレンジコーナーがある。
- 野球中継による短縮・休止がない場合は、1時間～3時間の放送となる。

## 2008年3月末までの放送内容

### 放送時間
LOVEARTH
- 土曜 19:00～21:20（野球開催時期は短縮・休止の場合あり）

AM LOVEARTH
- 日曜 17:00～19:00（野球開催時期は短縮・休止の場合あり）

【テレビ】
MUSIC LOVEARTH
- 万博開幕・閉幕記念日付近など不定期放送（放送時間は、土曜日深夜＝日曜日未明）

### 曜日別パーソナリティ
土曜-「LOVEARTH」（または土曜LOVEARTH）
- 佐野瑛厘 - 音楽ジャンル：1970年代～1980年代の洋楽
  - 野球中継による短縮・休止がない場合は、2時間20分の放送となる。

日曜- 「AM LOVEARTH」（または日曜LOVEARTH）
- Norri Ueno＝上野規行 、鈴木里永- 音楽とトークの番組。夕方のリラックス・タイムを提供することに重きを置いている。最近の流行など現代的な話題とソウル、R&B、バラードを提供。
  - 万博公式FMの「愛について何か語ろう～21世紀の賢者たち」を継承した『愛について何か語ろう～ぼくとあなたのLOHASなひととき』コーナーと、「より豊かに！より楽しく！より幸せに！」をテーマにオークローンマーケティング社（テレビショッピング・通販の「ショップジャパン」を展開）の社長のHarry.A.Hill氏を迎え、「HARRY's "LE" CAFE」という生活に役立つアイテムを紹介するコーナーがある。
  - 野球中継による短縮・休止がない場合は、2時間の放送となる。

## 2007年9月末までの放送内容

### 放送時間
【ラジオ】
LOVEARTH
- 月曜 19:00～20:00

AM LOVEARTH
- 日曜 16:30～19:00（野球開催時期は短縮・休止の場合あり）

【テレビ】
MUSIC LOVEARTH
- 万博開幕・閉幕記念日付近など不定期放送（放送時間は、土曜日深夜＝日曜日未明）

### 曜日別パーソナリティ
月曜-「LOVEARTH」（または月曜LOVEARTH）
- 佐野瑛厘 - 音楽ジャンル：1970年代～1980年代の洋楽

日曜- 「AM LOVEARTH」（または日曜LOVEARTH）
- Norri Ueno＝上野規行 、鈴木里永- 音楽とトークの番組。夕方のリラックス・タイムを提供することに重きを置いている。最近の流行など現代的な話題とソウル、R&B、バラードを提供。
  - 万博公式FMの「愛について何か語ろう～21世紀の賢者たち」を継承した『愛について何か語ろう～ぼくとあなたのLOHASなひととき』コーナーと愛・地球博の市民参加プログラムのその後や市民による理念継承活動を紹介する『愛・地球博のたね』コーナーなどがある。野球中継による短縮がない場合は、2時間半の放送となる。

## 2007年3月末までの放送内容

### 放送時間
【ラジオ】
LOVEARTH
- 月曜 19:00～21:00（野球開催時期は20:00まで）
- 火曜～金曜 19:00～20:00（野球開催時期は休止）

AM LOVEARTH
- 日曜 16:30～19:00（野球開催時期は短縮・休止の場合あり）

【テレビ】
MUSIC LOVEARTH
- 万博開幕・閉幕記念日付近など不定期放送（放送時間は、土曜日深夜＝日曜日未明）

### 曜日別パーソナリティ
月曜（月曜LOVEARTH）
- 佐野瑛厘 - 音楽ジャンル：愛・地球博のFM LOVEARTHのコンセプトを引き継いだ1970年代～1980年代の洋楽（グラミー賞を振り返るコーナーがある）。2時間放送。

火曜（火曜LOVEARTH）
- 佐野瑛厘 - 70's&80'sの洋楽・邦楽を中心に、1990年代から現在に至るまでの曲もオンエア。1時間放送。

水曜（水曜LOVEARTH）
- Norri Ueno＝上野規行 - ロックが中心。1時間放送。

木曜（木曜LOVEARTH）
- Norri Ueno＝上野規行 - 1970年代～1980年代の洋楽が中心。世界のソウルミュージックを集めた「世界のENKA！」コーナーがある。 1時間放送。

金曜（金曜LOVEARTH）
- 森合康行（CBCアナウンサー） - 1980年代～1990年代の邦楽が中心。1時間放送。

日曜（AM LOVEARTHまたは日曜LOVEARTH）
- 上野規行 、鈴木里永- 音楽とトークの番組。夕方のリラックス・タイムを提供することに重きを置く。『愛について何か語ろう～ぼくとあなたのLOHASなひととき』コーナーと『上野 vs ヘルシア緑茶』！！コーナーなどがあった。

テレビ（MUSIC LOVERATH）
- 上野規行、佐野瑛厘、森合康行、丸山蘭那

## 2006年3月末までの放送内容

### 放送時間
【ラジオ】
LOVEARTH
- 月曜 19:00～21:00（野球開催時期は20:00まで）
- 火曜～金曜 19:00～20:00（野球開催時期は休止）

AM LOVEARTH
- 日曜 16:30～19:00（野球開催時期は短縮・休止の場合あり）

【テレビ】
MUSIC LOVEARTH
- 万博開幕・閉幕記念日付近など不定期放送（放送時間は、土曜日深夜＝日曜日未明）

### 曜日別パーソナリティ
月曜
- 佐野瑛厘 - 音楽ジャンル：1970年代～1980年代の洋楽

火曜
- 大石邦彦（CBCアナウンサー） - 音楽ジャンル：サザンオールスターズの曲

水曜
- 原田さとみ - 音楽ジャンル：ラブソング

木曜
- 森合康行（CBCアナウンサー） - 音楽ジャンル：ドラマソング

金曜
- Norri Ueno＝上野規行 - 音楽ジャンル：ロック

日曜－AM LOVEARTH
- Norri Ueno＝上野規行、鈴木里永、岩田さち

## 2006年9月末までの放送内容

### 放送時間
【ラジオ】
LOVEARTH
- 月曜 19:00～20:00

AM LOVEARTH
- 日曜 16:30～19:00（野球開催時期は短縮・休止の場合あり）

【テレビ】
MUSIC LOVEARTH
- 万博開幕・閉幕記念日付近など不定期放送（放送時間は、土曜日深夜＝日曜日未明）

### 曜日別パーソナリティ
月曜
- 佐野瑛厘 - 音楽ジャンル：1970年代～1980年代の洋楽

日曜- AM LOVEARTH
- Norri Ueno＝上野規行、鈴木里永